# Wilcoxite
La wilcoxite è un minerale appartenente al gruppo dell'aubertite.